# Wilhelm von Gayl

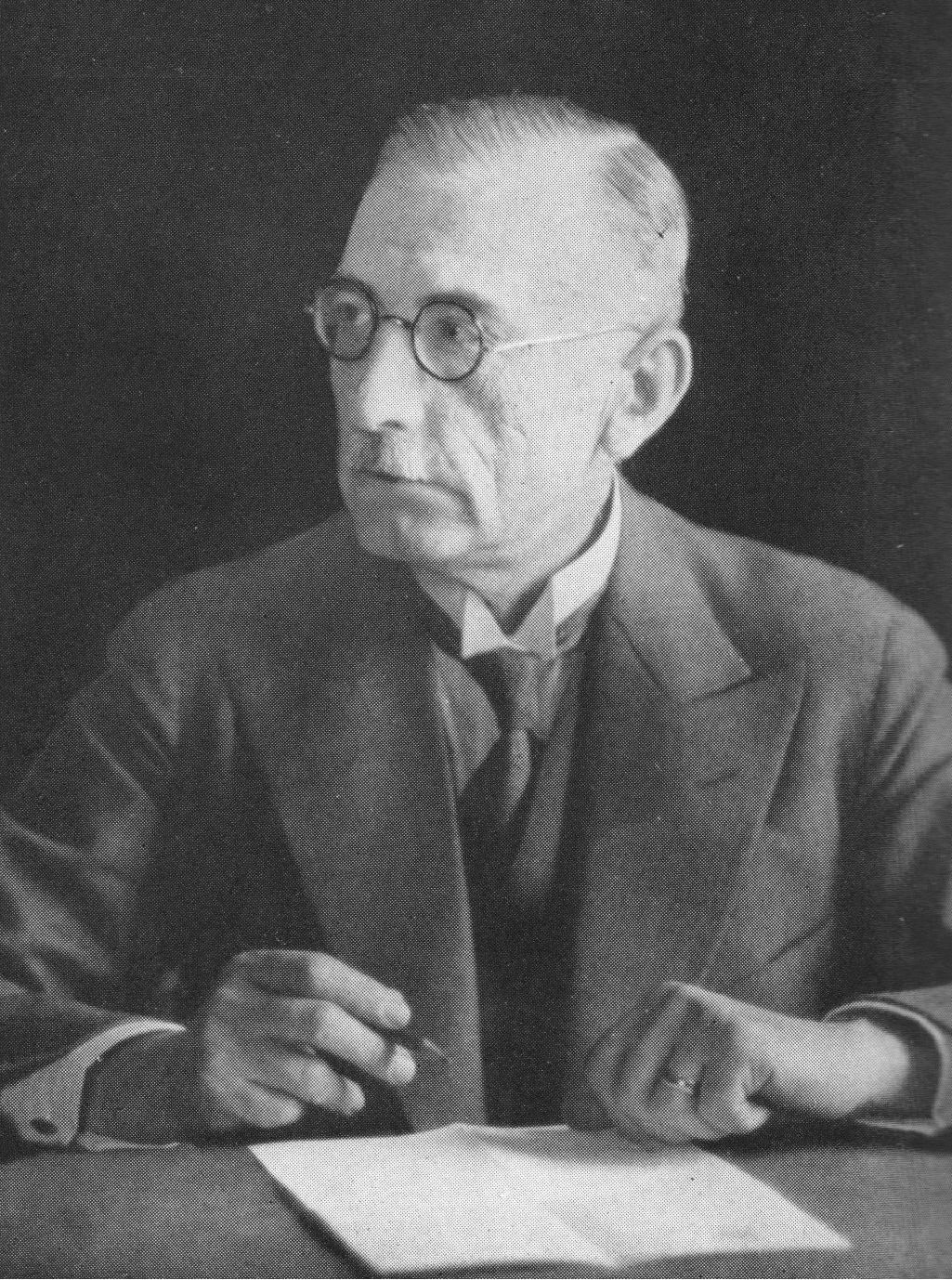
Wilhelm Frhr. v. Gayl

Wilhelm Moritz Egon Freiherr von Gayl (* 4. Februar 1879 in Königsberg i. Pr.; † 7. November 1945 in Potsdam) war ein deutscher Jurist und deutschnationaler Politiker. Er war Direktor der Ostpreußischen Landgesellschaft (1910–1932), Mitglied des preußischen Staatsrats und Vertreter Ostpreußens im Reichsrat (1921–1933) sowie von Juni bis November 1932 Reichsminister des Innern.

## Leben

Wilhelm von Gayl als Göttinger Sachse, 1901

Der Sohn des preußischen Generals Franz von Gayl (1847–1921) absolvierte ein Studium der Rechtswissenschaft und Kameralia in Berlin, Göttingen und Bonn. Er wurde 1901 Mitglied des Corps Saxonia Göttingen und 1906 Corpsschleifenträger der Borussia Bonn. Nach dem Referendariat wurde er 1907 als Regierungsassessor in den preußischen Staatsdienst übernommen. Von 1910 bis 1932 war er Direktor der Ostpreußischen Landgesellschaft, die landwirtschaftliche Siedlungen förderte, um der Landflucht aus Ostpreußen entgegenzutreten. Daneben hatte er von 1912 bis 1916 einen Lehrauftrag an der Universität Königsberg.
Während des Ersten Weltkriegs leistete er Kriegsdienst und fungierte ab 1916 zwei Jahre als Leiter der politischen Abteilung beim Ober Ost. 1918 wurde er zum Landeshauptmann der deutschen Militärverwaltung in Litauen mit Sitz in Kaunas ernannt. Gayl nahm 1919 für Ostpreußen an den Verhandlungen zum Friedensvertrag von Versailles teil und war bei der Volksabstimmung 1920 Reichskommissar im Abstimmungsgebiet Allenstein. 
Gayl gehörte 1921 bis 1933 dem preußischen Staatsrat an und war 1921 bis 1932 Bevollmächtigter des Provinzialverbands Ostpreußen im Reichsrat. Von 1929 bis 1933 saß er im Provinziallandtag der Provinz Ostpreußen. Von 1925 bis 1932 leitete er die Gesellschaft zur Förderung der inneren Kolonisation. 
Vom 1. Juni bis zum 3. Dezember 1932 amtierte er als Reichsinnenminister in der von Reichskanzler Franz von Papen geführten Regierung, die sich mangels parlamentarischer Mehrheit auf Notverordnungen des Reichspräsidenten stützte (Präsidialkabinett) und mit dem sogenannten Preußenschlag am 20. Juli 1932 die amtierende preußische Staatsregierung entmachtete. Gegen eine Regierungsbeteiligung der NSDAP erhob er Widerspruch. 1932 wurde Gayl Vorsitzender des Reichskuratoriums für Jugendertüchtigung. Anschließend zog er sich aus der aktiven Politik zurück.

## Politische Ausrichtung

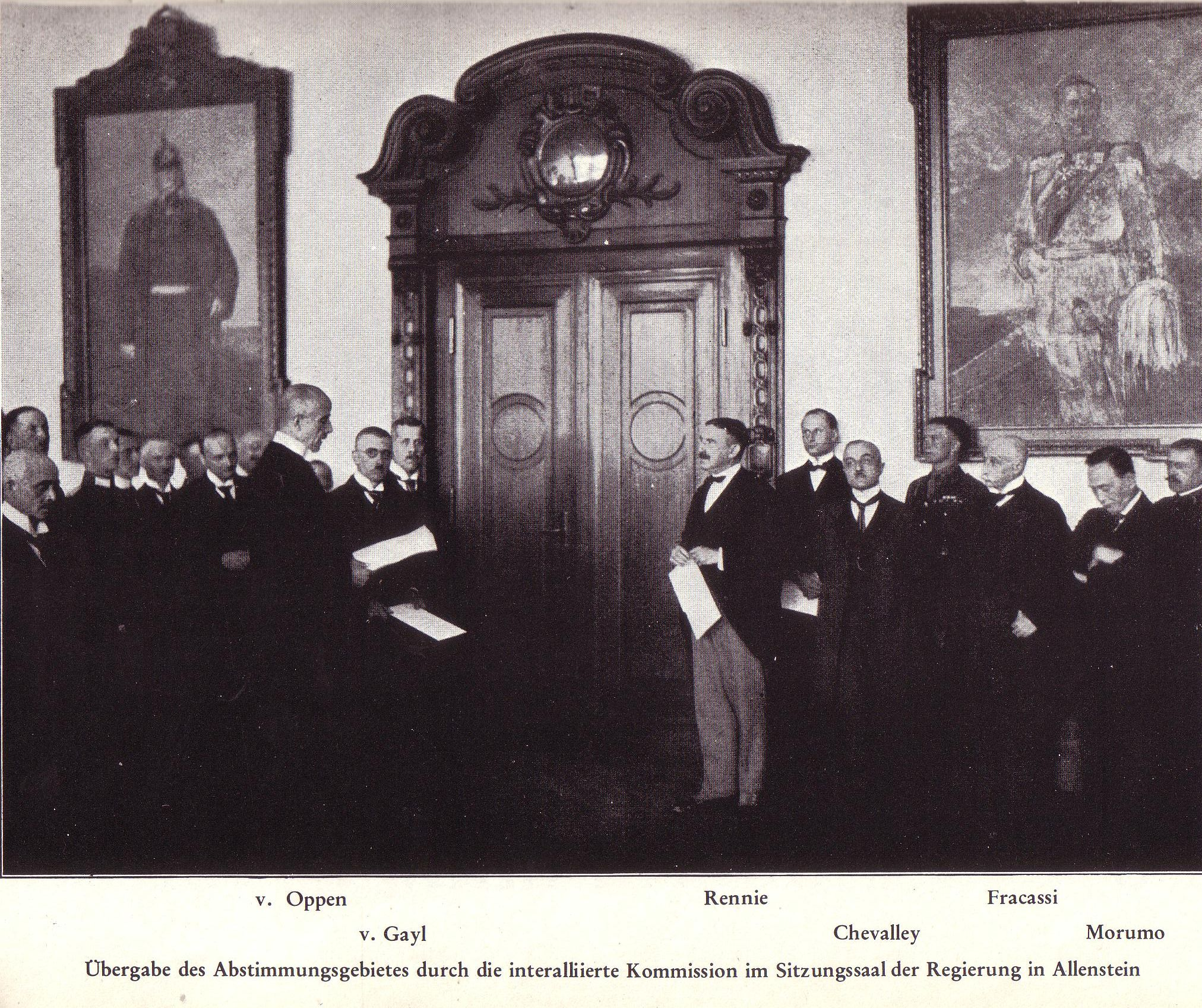
Übergabe des Abstimmungsgebietes am 16. August 1920

Gayl stand bereits als junger Verwaltungsbeamter und Funktionär der Ostpreußischen Landgesellschaft dem „Posener Freundeskreis“ um Alfred Hugenberg nahe, der sich für die Ansiedlung ethnischer Deutscher in den östlichen Provinzen Preußens einsetzte. Während des Ersten Weltkriegs beriet er als Sachverständiger den Chef des Stabes des Oberbefehlshabers Ost, Erich Ludendorff. In einer Denkschrift zur Neuland-Siedlung im deutsch besetzten Baltikum schlug Gayl „die Enteignung und Aussiedlung russischer Grundbesitzer, Letten und Juden sowie die Ansiedlung von Deutschen auf einem Gebiet für ca. 50.000 Bauernhöfe“ vor.
Gayl war Antisemit und Anhänger der „Volksbodendoktrin“. Er verschärfte als Reichsinnenminister drei Monate vor der Machtergreifung der Nationalsozialisten auf dem Verwaltungsweg das Einbürgerungsgesetz, um den deutschen „Lebensraum“ gegen fremde Bevölkerungsgruppen abzuschotten. Mit dieser Vorschrift wollte er es jüdischen Einwanderern insbesondere aus Osteuropa unmöglich machen, ihre „blutsmäßige Abstammung“ zu verschleiern; sie mussten für eine Namensänderung eine dem späteren Ariernachweis ähnelnde Bescheinigung vorlegen.
Als Innenminister war Gayl auch für den Rundfunk zuständig und stellte im Juni 1932 in der Rundfunk-„Stunde der Reichsregierung“ eine Forderung an die Rundfunktreibenden, die ebenfalls dem Nationalsozialismus vorgriff, nämlich das Radio als Propagandainstrument zu betrachten. Er zielte dabei insbesondere auf die Reichs-Rundfunk-Gesellschaft ab, die diese Forderungen widerstandslos hinnahm:

„Die Reichsregierung legt Wert drauf, ihre Absichten und Handlungen dem deutschen Volke durch Benutzung der neuzeitlichen Einrichtung des Rundfunks unmittelbar mitzuteilen. Wir fühlen uns verpflichtet, uns auch an die Millionen deutscher Menschen zu wenden, die den Rundfunk in allen Teilen unseres Vaterlandes hören. Wir werden hinfort durch den Rundfunk unmittelbar zum deutschen Volke sprechen, damit es weiß, woran es ist, und weil es ein Recht hat, uns zu hören!“

Aufgrund von Ausschreitungen erließ Gayl als Reichsinnenminister am 18. Juli 1932 ein Verbot von Versammlungen unter freiem Himmel. Dieses Demonstrationsverbot wurde von den Nationalsozialisten in Mittelfranken jedoch missachtet.

## Werke
- mit Max Worgitzki, Adolf Eichler: Geschichte der Abstimmung in Ostpreußen. Der Kampf um Ermland und Masuren. K. F. Koehler, Leipzig 1921.
- Ostpreußen unter fremden Flaggen – Ein Erinnerungsbuch an die ostpreußische Volksabstimmung vom 11. Juli 1920, Königsberg 1940.